# Garrett AiResearch
Ne doit pas être confondu avec Garrett Motion.
Garrett AiResearch est une manufacture disparue des États-Unis connue pour ses turbopropulseurs et ses turbocompresseurs, pionnière dans de nombreux domaines de l’aérospatial. Fondée en 1936, elle change plusieurs fois de noms au cours de son histoire, aussi est-elle successivement connue sous les noms de Aircraft Tool and Supply Company, Garrett Supply Company, AiResearch Manufacturing Company ou plus simplement AiResearch. En 1964, Garrett AiResearch fusionne avec Signal Oil & Gas pour former une entreprise renommée en 1968 en Signal Companies, qui fusionne à son tour en 1985 avec Allied Corp. et prend alors le nom d’AlliedSignal. En 1999, AlliedSignal acquiert Honeywell et prend son nom,,.

## Moteurs d’avions produits

### Turbopropulseurs

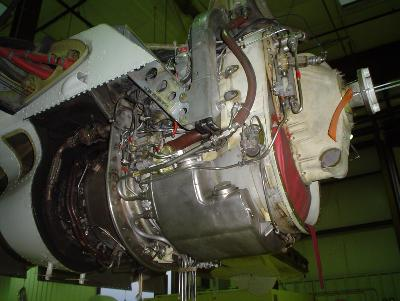
Moteur Garrett AiResearch TPE331

- Garrett TPE331
- Garrett TPF351

### Turboréacteurs
- CFE CFE738
- Garrett ATF3 (en)
- Garrett F109
- Garrett/ITEC F124/TFE1042
- Garrett/ITEC F125
- Garrett TFE731